# HD 171802
HD 171802，又名BD+09 3783，SAO 123690、HR 6985，是一颗恒星，视星等为5.39，位于銀經39.4，銀緯7.45，其B1900.0坐标为赤經18h 31m 41.6s，赤緯+9° 7.45′ 37″。